# Supreme Court of Bhutan

Oberster Gerichtshof von Bhutan (2014)

Der Supreme Court of Bhutan (bhutanisch དངོན་མཐོ་ཁྲིམས་འདུན་ས, dngon mtho khrims ’dun sa) ist das höchste Gericht des Königreichs Bhutan zur Überprüfung und Auslegung der Verfassung.
Die Hauptvision des Obersten Gerichtshofs von Bhutan besteht darin, durch eine effektive Streitbeilegung und eine zügige Rechtsprechung eine freie, faire, gerechte und harmonische Gesellschaft zu schaffen.
Der Oberste Gerichtshof besteht aus einem Vorsitzenden Richter und vier Drangpons (Beisitzenden Richtern). Seine Berufungsgerichtsbarkeit wird von einer begrenzten erstinstanzlichen Gerichtsbarkeit bei Fragen von solcher Art und öffentlichem Interesse begleitet, dass „es zweckmäßig ist, die Meinung des Obersten Gerichtshofs einzuholen“. Der Druk Gyalpo (König) kann die Frage zur Prüfung an den Obersten Gerichtshof weiterleiten; der Oberste Gerichtshof muss dann den Fall anhören und dem König eine Meinung vorlegen. Der Vorsitzende Richter des Obersten Gerichtshofs (auch „Oberster Richter von Bhutan“ genannt) sowie seine Drangpons werden vom Druk Gyalpo aus den Reihen ihrer Untergebenen und Kollegen oder anderer hervorragender Juristen ernannt. Die Amtszeit des Vorsitzenden Richters beträgt fünf Jahre oder bis er 65 Jahre alt wird; die Amtszeit anderer Drangpons beträgt zehn Jahre oder bis er 65 Jahre alt wird. Alle Richter des Obersten Gerichtshofs von Bhutan sind auf zwei Amtszeiten begrenzt. Während ihrer Amtszeit können sie auf Empfehlung der Nationalen Justizkommission bei nachgewiesenem Fehlverhalten, das kein Amtsenthebungsverfahren rechtfertigt, durch den Druk Gyalpo gerügt oder suspendiert werden.
Vorsitzender der Nationalen Justizkommission (4 Personen) ist der Oberste Richter Bhutans. Der ranghöchste Drangpon des Obersten Gerichtshofs hat ebenfalls eine Position in der Kommission inne.

## Liste der Obersten Richter
| # | Name                                    | Amtsantritt       | Amtszeitende      | Zeit               |
| - | --------------------------------------- | ----------------- | ----------------- | ------------------ |
| 1 | Lyonpo Sonam Tobgye 14. November 1949 – | 21. Februar 2010  | 14. November 2014 | 5 Jahre, 10 Monate |
| 2 | Dasho Tshering Wangchuk                 | 28. November 2014 | 2019              |                    |
| 3 | Lyonpo Chogyal Dago Rigdzin             | Juni 2020         | Amtsinhaber       |                    |